# 天赐湾镇
天赐湾镇，是中华人民共和国陕西省榆林市靖边县下辖的一个乡镇级行政单位。

## 行政区划
天赐湾镇下辖以下地区：
乔沟湾村、峁界村、银湾村、杨渠村、李家城则村、新庄村、许台村、天赐湾村、城河村、马宁村、三胜村、椿树湾村和墩坬村。